# Bernard Thurnheer
 (décembre 2021).
Bernard "Beni" Thurnheer, né le 11 juillet 1949 à Weinfelden, est un journaliste sportif suisse et animateur de télévision.

## Biographie
Il étudie le droit à l'université de Zurich et obtient une licence en 1973. La même année, il est repéré lors d'un casting parmi 1 600 participants pour devenir journaliste sportif de la Schweizer Radio DRS.
Il rejoint ensuite la télévision dès 1975 pour commenter les programmes sportifs de la Schweizer Fernsehen, dont en particulier le football et le hockey sur glace. De 1980 à 1991, il anime le jeu Tell-Star puis de 1992 à 2012 l'émission de variétés Benissimo. Il reçoit quatre fois le Prix Walo. Par ailleurs, il commente le Concours Eurovision de la chanson de 1984 à 1991 et de 1993 à 1994. En 2011, il est au cœur[pas clair] de l'émission de casting Einer wie Beni Thurnheer pour découvrir un jeune commentateur sportif pour la Sport Szene Fernsehen[Quoi ?].
Il prend sa retraite en juin 2015.